# Garypus gracilis
Espèce
Garypus gracilis est une espèce de pseudoscorpions de la famille des Garypidae.

## Distribution
Cette espèce est endémique du Mexique. Elle se rencontre en Basse-Californie du Sud et en Basse-Californie sur les côtes du golfe de Californie.

## Description
Le mâle holotype mesure 4,13 mm et la femelle paratype 4,87 mm

## Publication originale
- Lee, 1979 : The maritime pseudoscorpions of Baja California, México (Arachnida: Pseudoscorpionida). Journal Occasional Papers of the California Academy of Sciences, no 131, p. 1-38 (texte intégral).